# Nascita dell'anti-uomo
Nascita dell'anti-uomo (Anti-Man) è un romanzo fantascientifico di Dean R. Koontz del 1970.
Il romanzo è stato pubblicato in italiano il 31 agosto 1980 nella collana fantascientifica Urania (n. 851).

## Trama
Gli scienziati del futuro hanno portato a termine un progetto di incommensurabile valore per il genere umano: degli androidi in grado di curare e prendersi cura degli esseri umani. Ma la conseguenza di questo è che gli uomini che hanno vicino a sé uno di questi androidi, sono praticamente immortali: qualsiasi cosa li colpisca, l'androide li riporterà subito in vita.
A qualcuno del Governo la situazione non piace, e si decide così di mettere fine al progetto, distruggendo tutti gli androidi. Ma uno fugge con l'aiuto di uno scienziato che gli si è affezionato. Dopo una lunga fuga, i due si rifugiano in uno chalet di montagna, nella cui cantina si rifugia l'androide per la sua "trasformazione".
Esso, infatti, ha la facoltà di autoriprogrammarsi ed autoimplementarsi, trasformandosi in qualcosa che non era previsto: un anti-uomo. La situazione sfuggirà presto di mano.